# Alès Groupe
Alès Groupe (anciennement Phyto-Lierac), est une entreprise française spécialisée dans la conception, la fabrication et la commercialisation de produits de soins cosmétiques et capillaires à base de plantes. Alès Groupe est cotée en bourse de 1996 à 2020. Elle détient également à partir de 1998 et pendant 20 ans les parfums Caron. Les pertes financières générées à la fin des années 2010 provoquent son placement en redressement judiciaire en 2020.

## Historique
L'entreprise est créée en 1969 par Patrick Alès, un coiffeur ayant inventé la technique du brushing en 1964, et dont le salon vient de faire faillite,. Elle débute, sous le nom des laboratoires Phytosolba, grâce à un prêt de Jacques Dessange, dans la production et la vente dans des pharmacies, de soins capillaires à base de plantes (phytothérapie) sous la marque Phyto,.
En 1979, le groupe L'Oréal achète 49 % du capital de l'entreprise, ce qui lui permet d'acquérir les cosmétiques à base de plantes, Liérac créés quatre ans auparavant. En 1983, les laboratoires Phytosolba acquièrent les Laboratoires de médecine végétale.
L'internationalisation du groupe commence au début des années 1990, ce qui accélère sa croissance.
En 1995, à la suite d'un procès gagné contre L'Oréal, Patrick Alès lui rachète ses parts pour 90 millions de francs principalement par endettement,,.
Le 15 octobre 1996, le groupe Alès est renommé Phyto-Lierac et est introduit en bourse sur le Second Marché de la Bourse de Paris,. Cette opération permet à son fondateur et sa famille de céder 15 % du capital et de lever 60 millions de francs,. À cette période, le chiffre d'affaires est notamment réalisé à 57 % dans les produits capillaires haut de gamme (marque Phytosolba, renommée ultérieurement Phyto) et à 41 % dans les produits dermocosmétiques (marque Lierac vendue en pharmacie).
Le 4 juin 1997,  Phyto-Lierac lance un emprunt de 220 millions de francs en obligations convertibles afin de financer des acquisitions,. En 1997, le groupe rachète le laboratoire Ducastel, qui réalise 31 millions de francs de chiffre d'affaires dans des produits de coloration pour coiffeur,,. En 1998, Phyto-Lierac acquiert les parfums Caron,,, une entreprise de 50 employés en déficit de 45 millions sur les trois dernières années, pour, selon le journal La Tribune, entre 40 et 95 millions de francs,.
Après avoir remboursé ses obligations convertibles en janvier 2004, Phyto-Lierac, renommé entre-temps, Alès Groupe, lance une augmentation de capital pour 19,4 millions d'euros,. Alors que l'export ne représente que 30 % du chiffre d'affaires en 1996, il atteint 50 % du chiffre d'affaires en 2004.
En 2008, Patrick Alès quitte la direction opérationnelle du groupe. En 2010, les actions du groupe sont transférées sur Alternext.
Au début des années 2010, la direction d'Alès Groupe est plusieurs fois remaniée,. En 2012, l'entreprise réalise « les premières pertes de son histoire ».
En février 2018, Alès Groupe est dans une situation financière difficile et Patrick Alès, le président du conseil de surveillance, cède sa place à son fils Romain Alès,,. Le 18 octobre 2018, Alès Groupe vend les parfums Caron pour un peu moins de 30 millions d'euros,,.
En mai 2019, Avila, le holding d'Alès Groupe réalise une augmentation de capital de 20 millions d'euros souscrite par un nouvel actionnaire, Co-Capital, un distributeur déjà partenaire d'Alès Groupe à l'international,,. Co-Capital détient 40 % d'Avila et la famille fondatrice le reste. À la fin du même mois, le fondateur, Patrick Alès, meurt,.
Fin 2019, la situation s'aggrave, car un covenant bancaire n'est plus respecté et le montant des dettes exigibles s'élève à 90 millions d'euros. Le 29 juin 2020, le cours de l'action d'Alès Groupe coté sur Euronext Growth est suspendu.
À l'été 2020, la société, lourdement déficitaire malgré la plus value enregistrée lors de la revente des parfums Caron, est placée en redressement judiciaire. La pandémie de Covid-19, qui a entrainé un arrêt de la distribution en Europe et aux États-Unis, a précité la chute du groupe, déjà fragilisé depuis plusieurs années. Le 24 septembre 2020, le tribunal de commerce décide la vente de la partie cosmétique (70 % de l'activité du groupe) à la holding Impala de Jacques Veyrat pour 13,5 millions d'euros. La partie coiffure est reprise par ses dirigeants.
|                                          | 2016 | 2017 | 2018 | 2019 |
| ---------------------------------------- | ---- | ---- | ---- | ---- |
| Chiffre d'affaires (en millions d'euros) | 239  | 231  | 208  | 208  |
| Résultat net (en millions d'euros)       | 0,2  | -15  | -15  | -39  |